# Precious Achiuwa
Precious Ezinna Achiuwa (* 19. September 1999 in Port Harcourt) ist ein nigerianischer Basketballspieler.

## Laufbahn
Der in der nigerianischen Millionenstadt Port Harcourt geborene Achiuwa spielte als Jugendlicher in seinem Heimatland Fußball, als auch wie sein älterer Bruder God’sgift Basketball. Sein Bruder ging in die Vereinigten Staaten, um dort Basketball auf Hochschulniveau zu spielen. Precious Achiuwa machte ebenfalls den Schritt in die USA, spielte als Schüler an der St. Benedict's Preparatory School in Newark (Bundesstaat New Jersey) und ab 2018 an der Montverde Academy in Florida.
Zur Saison 2019/20 wechselte der auf beiden Flügelpositionen und bei einer kleinen Aufstellung auch als Innenspieler einsetzbare Nigerianer an die University of Memphis. Achiuwa wurde als bester Spieler der Saison in der American Athletic Conference ausgezeichnet, nachdem er je Einsatz im Durchschnitt 15,8 Punkte und 10,8 Rebounds erzielt hatte. Er verließ die Hochschule nach einem Jahr, um seine Laufbahn im Profigeschäft fortzuführen und schrieb sich zur Teilnahme am Draftverfahren der NBA im November 2020 ein. Dabei wurde er an 20. Stelle von den Miami Heat ausgewählt. In 61 Spielen der Saison 2020/21 erzielte er im Schnitt 5 Punkte und 3,4 Rebounds. Im Sommer 2021 kam er gemeinsam mit seinem Mannschaftskollegen Goran Dragić zu den Toronto Raptors, die im Gegenzug Kyle Lowry an Miami abgaben.
Ende Dezember 2023 war Achiuwa Gegenstand eines Tauschhandels, in dessen Rahmen er zu den New York Knicks kam.

### Nationalmannschaft
Achiuwa nahm mit der nigerianischen Nationalmannschaft an den 2021 ausgetragenen Olympischen Spielen 2020 teil und erzielte in drei Turnierspielen im Durchschnitt 8 Punkte sowie 4,7 Rebounds.

## Statistiken

### NBA

#### Hauptrunde
| Saison  | Team               | GP  | GS | MPG  | FG % | 3P % | FT % | RPG | APG | SPG | BPG | PPG |
| ------- | ------------------ | --- | -- | ---- | ---- | ---- | ---- | --- | --- | --- | --- | --- |
| 2020–21 | Miami              | 61  | 4  | 12.1 | .544 | .000 | .509 | 3.4 | 0.5 | 0.3 | 0.5 | 5.0 |
| 2021–22 | Toronto            | 73  | 28 | 23.6 | .439 | .359 | .595 | 6.5 | 1.1 | 0.5 | 0.6 | 9.1 |
| 2022–23 | Toronto            | 55  | 12 | 20.7 | .485 | .269 | .702 | 6.0 | 0.9 | 0.6 | 0.5 | 9.2 |
| 2023–24 | Toronto / New York | 74  | 18 | 21.9 | .501 | .268 | .616 | 6.6 | 1.3 | 0.6 | 0.9 | 7.6 |
| 2024–25 | New York           | 57  | 10 | 20.5 | .502 | .278 | .594 | 5.6 | 1.0 | 0.8 | 0.7 | 6.6 |
| Gesamt  | Gesamt             | 320 | 72 | 20.0 | .484 | .304 | .606 | 5.7 | 1.0 | 0.6 | 0.7 | 7.6 |

#### Play-offs
| Saison  | Team     | GP | GS | MPG  | FG % | 3P % | FT % | RPG | APG | SPG | BPG | PPG  |
| ------- | -------- | -- | -- | ---- | ---- | ---- | ---- | --- | --- | --- | --- | ---- |
| 2020–21 | Miami    | 3  | 0  | 4.0  | .750 | —    | .250 | 2.0 | 0.0 | 0.0 | 0.7 | 2.3  |
| 2021–22 | Toronto  | 6  | 1  | 27.8 | .481 | .313 | .600 | 4.8 | 1.0 | 0.2 | 0.8 | 10.2 |
| 2023–24 | New York | 9  | 2  | 20.4 | .488 | .000 | .385 | 4.2 | 0.6 | 0.4 | 1.3 | 5.2  |
| 2024–25 | New York | 8  | 0  | 4.3  | .429 | .000 | .500 | 1.1 | 0.0 | 0.1 | 0.0 | 1.8  |
| Gesamt  | Gesamt   | 26 | 3  | 15.3 | .487 | .250 | .452 | 3.2 | 0.4 | 0.2 | 0.7 | 5.0  |

## Privates Leben
Precious Achiuwas älterer Bruder God'sgift Achiuwa, spielte College-Basketball an der St. John’s University in New York von 2011 bis 2014. Seine Mutter Eunice and sein Vater Donatus sind beide pentekostalistische Minister. Außerdem hat er noch zwei jüngere Brüder namens God'swill und Promise, als auch zwei Schwestern, Grace und Peace.